# Храм Иоанна Богослова и Андрея Первозванного (Осташков)
Церковь Иоанна Богослова и Андрея Первозванного — православный храм в Житенном монастыре в городе Осташкове Тверской области.

## Расположение
Храм расположен на северной оконечности Осташкова, в восточной части монастыря.

## История
Храм был построен в 1767—1768 годах как надвратная церковь. С севера в нижнем этаже к нему примыкали кельи, в верхнем размещалась трапезная.
В 1890 году храм был отремонтирован. В советское время храм использовали под склад, контору и жилые помещения. Был утрачен интерьер и снят крест.
В настоящее время с севера к храму примыкает двухэтажный настоятельский корпус, с юга — одноэтажный братский корпус.

## Архитектура
Храм типа восьмерик на четверике, покрытый восьмигранной крышей. Церковь построена в стиле барокко, с декором, характерным для торопецких памятников того времени. Аналогичное строение имеют храмы в деревнях Знаменское и Якшино (Торопецкий район).
Памятник архитектуры регионального значения.

## Галерея

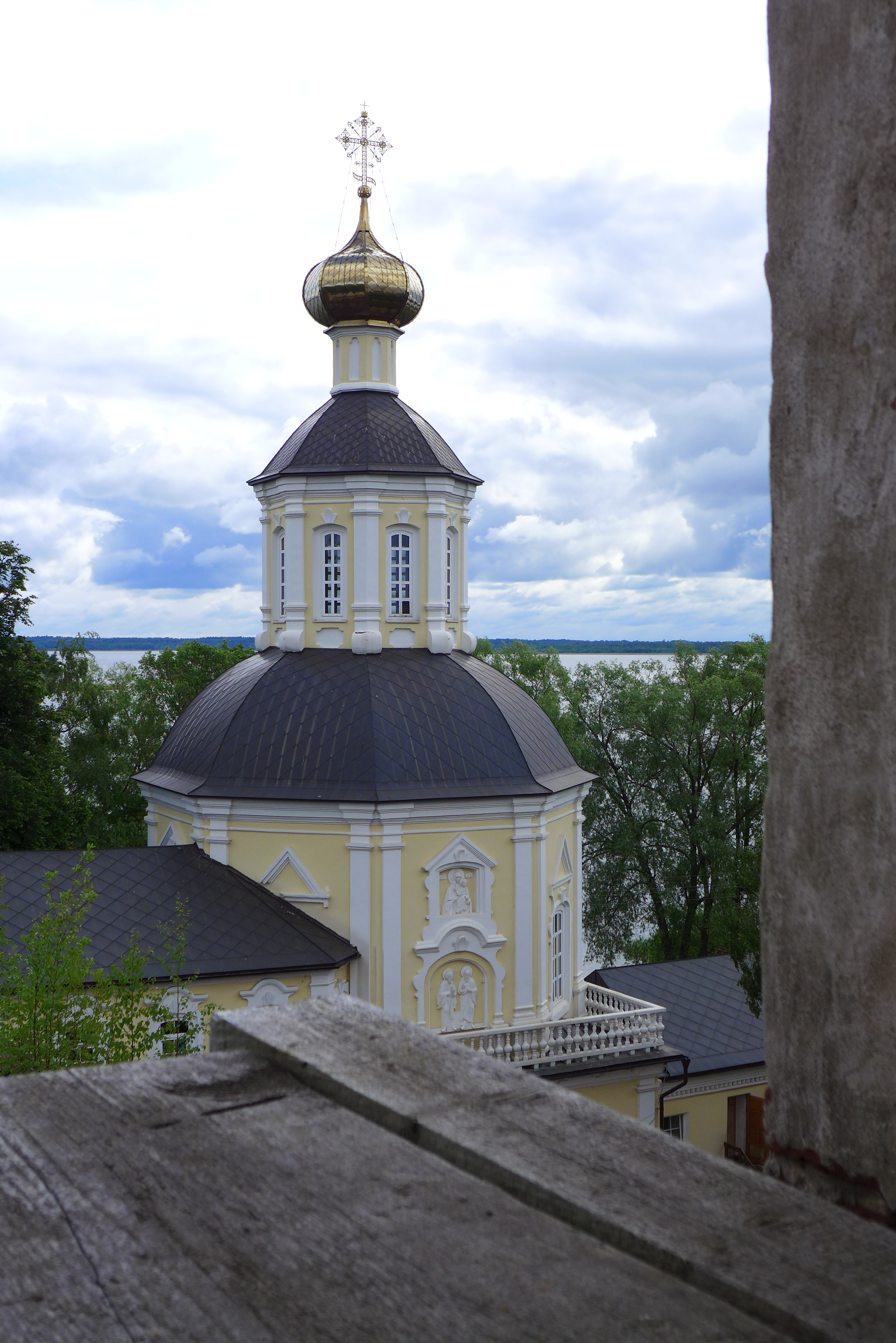
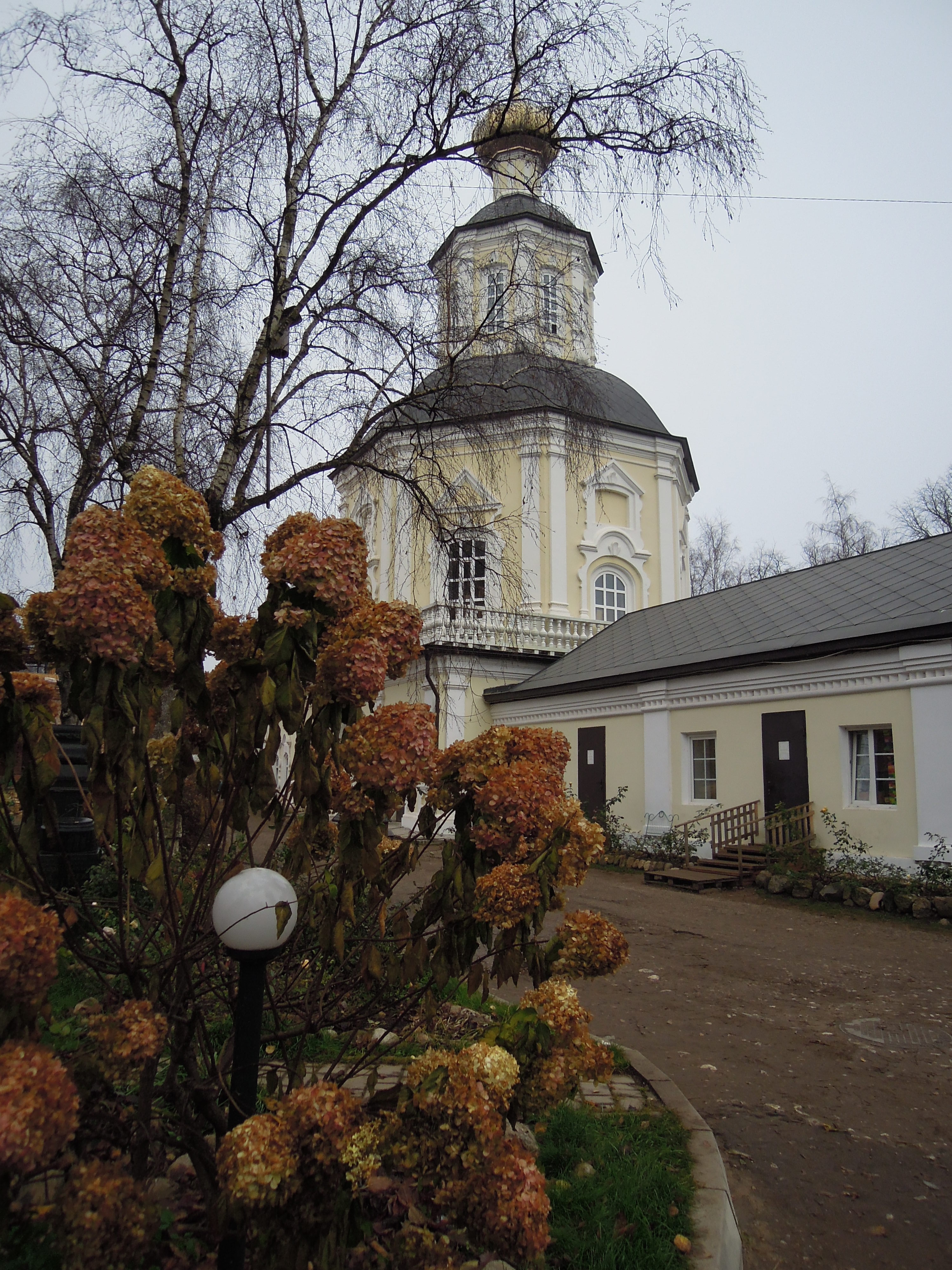